# Линкмянис
Линкмянис (лит. Linkmenys) — село на востоке Литвы, административный центр Линкмянского староства Игналинского района. В 2011 году население Линкмяниса составляло 134 человека. 

## География
Село Линкмянис расположено между озёрам Жездрас, Уся и Лиминас. Расстояние до города Игналина составляет 18 километров. Через село проходит автодорога 111 Утена — Калтаненай — Швенчёнис.

## История
В хрониках Германа Вартбергского за 1373 год говорится о замке Линкменай.

## Инфраструктура
В селе находятся почта, основная школа, офис врача общей практики, библиотека (основана в 1945 году).

## Население
| 1867*                                                                                                 | 1897 | 1905 | 1923 | 1931 | 1959 | 1970 |
| --- | ---- | ---- | ---- | ---- | ---- | ---- |
| 446                                                                                                   | 847  | 743  | 320  | 525  | 345  | 308  |
| 1979                                                                                                  | 1980 | 1986 | 1989 | 2001 | 2011 | -    |
| 359                                                                                                   | 342  | 327  | 322  | 212  | 134  | -    |
| - * pagal enciklopedijos išleidimo metus. Metai, kurių duomenys pateikti enciklopedijoje, nenurodyti. |      |      |      |      |      |      |
| Гистограмма динамики населения                                                                        |      |      |      |      |      |      |

## Достопримечательности
- Католический Троицкий храм[лит.], построенный в 1887 году.